# El mar frente a Satta en la provincia de Suruga
El mar frente a Satta en la provincia de Suruga (駿河薩多之海上 Suruga Satta kaijō?) es un ukiyo-e del artista Utagawa Hiroshige, parte de la serie de estampas japonesas Treinta y seis vistas del monte Fuji producida en 1858. En primer plano, ilustra unas olas rompiendo contra las rocas en la costa de Satta, con el monte Fuji erigiéndose al fondo. Por su dinamismo y su uso del color, es considerado uno de los mejores grabados de la serie.

## Contexto
El paso de Satta y el mar a sus alrededores era un punto conocido de la Tōkaidō, la carretera que conectaba Kioto y Edo —la actual Tokio—. Este paso se construyó en 1655 para mejorar el tránsito en dicha zona de la provincia de Suruga. El paso también fue el escenario de varias batallas importantes.
La estampa se publicó durante el Bakumatsu, cuando Japón comenzó a abandonar su política de aislamiento de las naciones occidentales a mediados y finales de la década de 1850. A partir de la segunda mitad del siglo XIX muchas impresiones se exportaron a Europa y Estados Unidos. Por su parecido a nivel de diseño, podría considerarse un homenaje a La gran ola de Kanagawa, obra de Katsushika Hokusai y parte de su serie en torno al monte Fuji.
Treinta y seis vistas del monte Fuji sigue el formato vertical, típico de los últimos grabados paisajísticos de Hiroshige. Fue su última serie importante, fechada en abril de 1858, ya que falleció en septiembre del mismo año, posiblemente a causa de la epidemia de cólera que azotó a Edo. Hiroshige le había entregado al editor los dibujos a principios del otoño, justo antes de morir, afirmando que era «un resumen de sus habilidades de toda la vida como artista».

## Descripción
En esta vista, Hiroshige retrata «la naturaleza dual del mar» valiéndose de una composición basada en diagonales. De este modo, atrae la mirada del espectador hacia las olas rompientes a través de las líneas del acantilado, la ladera de la montaña y la propia cresta de la ola. El velero al fondo y el mar sosegado contrasta con el caos que muestran las olas chocando contra las rocas en primer término. Unifica ambos planos gracias a los retazos de la cresta, que casi rozan la vela blanca, así como los chorlitos que vuelan asustados y que simulan espuma de mar. Los pinos a la izquierda enmarcan al monte Fuji.